# Чуазас
Чуазас (Большой Чуазас) — река в России, протекает по Новокузнецкому району Кемеровской области.
Устье реки находится в 3 км по левому берегу реки Мзас. Длина реки составляет 15 км.
На месте впадения реки в Мзас стоит посёлок Чуазас.

## Данные водного реестра
По данным государственного водного реестра России относится к Верхнеобскому бассейновому округу, водохозяйственный участок реки — Томь от истока до города Новокузнецк, без реки Кондома, речной подбассейн реки — Томь. Речной бассейн реки — (Верхняя) Обь до впадения Иртыша.